# Spreo albicapillus
Spreo albicapillus là một loài chim trong họ Sturnidae.